# Нікодімос Папавасілею
Нікодімос Папавасілею (грец. Νικόδημος Παπαβασιλείου, нар. 31 серпня 1970, Лімасол) — кіпрський футболіст, що грав на позиції півзахисника. По завершенні ігрової кар'єри — тренер.
Виступав, зокрема, за клуб ОФІ, а також національну збірну Кіпру.
Володар Кубка Кіпру (як тренер).

## Клубна кар'єра
У дорослому футболі дебютував 1988 року виступами за команду ОФІ, в якій провів п'ять сезонів, взявши участь у 72 матчах чемпіонату. 
Згодом з 1993 по 2002 рік грав у складі команд «Ньюкасл Юнайтед», ОФІ, «Аполлон», «Анортосіс», «Еносіс» та «Олімпіакос».
Завершив ігрову кар'єру у команді АПОЕЛ, за яку виступав протягом 2002—2003 років.

## Виступи за збірну
У 1990 році дебютував в офіційних матчах у складі національної збірної Кіпру.
Загалом протягом кар'єри в національній команді, яка тривала 10 років, провів у її формі 38 матчів, забивши 5 голів.

## Кар'єра тренера
Розпочав тренерську кар'єру невдовзі по завершенні кар'єри гравця, 2006 року, очоливши тренерський штаб клубу АПЕП.
У 2009 році став головним тренером команди ОФІ, тренував іракліонський клуб один рік.
Згодом протягом 2015–2016 років очолював тренерський штаб клубу «Слован».
У 2018 році прийняв пропозицію попрацювати у клубі «Ерготеліс». Залишив іракліонський клуб 2019 року.
Протягом одного року, починаючи з 2019, був головним тренером команди «Паніоніос».
Протягом тренерської кар'єри також очолював команди «Олімпіакос», «Докса», «Еносіс», «Аполлон» та «Ерміс».
Наразі останнім місцем тренерської роботи був клуб «Ваді Дегла», головним тренером команди якого Нікодімос Папавасілею був з 2020 по 2021 рік.

## Титули і досягнення

### Як тренера
- Володар Кубка Кіпру (1):

«Аполлон»: 2012-2013